# Citadel : Honey Bunny
Spécial:Diff/
Pour les articles homonymes, voir Citadel.
Citadel: Honey Bunny est une série télévisée d'action et d'espionnage indienne en hindi réalisée par Raj & DK, coécrite avec Sita R. Menon. Elle est un Spin-off/préquelle de la série américaine Citadel sur Amazon Prime Video. L'intrigue suit Honey et Bunny, parents de Nadia Sinh, un personnage interprété par Priyanka Chopra dans la série originale.
Citadel: Honey Bunny est sortie le 6 novembre 2024. La série met en vedette Varun Dhawan et Samantha Ruth Prabhu dans les rôles principaux aux côtés de Kay Kay Menon, Simran, Sikandar Kher, Saqib Saleem, Soham Majumdar, Shivankit Singh Parihar et Thalaivaasal Vijay dans des rôles secondaires.

## Intrigue
1992: Rahi "Bunny" Gambhir travaille comme doublure cascade à Bollywood, tout en menant secrètement une vie d'espion pour Guru alias "Baba". L'équipe de Bunny comprend Chacko et Ludo, qui sont comme une famille pour lui. Un jour, Bunny rencontre Hanimandakini Honey Raj, une actrice en herbe et fille illégitime d'une famille royale d'Andhra Pradesh. Ils se rapprochent et Bunny lui propose de participer à une mission. Honey accepte, mais les choses tournent mal lorsqu'ils sont interceptés par des agents de Citadel, dirigés par Shaan, et elle est blessée par balle. Honey se remet chez Bunny et il lui révèle sa vie secrète d'espion. Ils tombent amoureux et Honey décide de devenir agent, entraînée par Bunny qui finit par l'intégrer à son équipe.
Leur mission suivante les mène à Belgrade pour retrouver le Dr Raghu Rao, qui doit y acheter un appareil nommé Armada au Dr Pavel. L'Armada est un gadget technologique permettant de suivre des personnes importantes, très convoité dans le commerce des armes. Honey découvre alors qu'elle est enceinte et que Raghu est en fait un civil innocent. Bunny promet de ne pas lui faire de mal, mais Baba lui ordonne de le tuer. Dévastée, Honey divulgue la position de Baba à Citadel et le fait arrêter. Honey révèle sa grossesse à Bunny et s'échappe avec l'Armada. Cependant, Kedar KD, une nouvelle recrue, attaque la voiture de Honey, la laissant pour morte. Bunny est renvoyé de l'agence.
2000: Honey a survécu et vit désormais cachée avec sa fille Nadia à Nainital. Les nouveaux agents de Baba les retrouvent pour récupérer l'Armada. Bunny, qui travaille désormais comme chanteur à Bucarest, apprend que Honey et sa fille sont toujours en vie grâce à une conversation en ligne sécurisée avec Ludo. Bunny retrouve Chacko et ils commencent à chercher Honey. KD est envoyé pour la traquer, mais Bunny l'intercepte à Base 33 et élimine son équipe, alertant Baba.
Honey emmène Nadia au palais ancestral en Andhra Pradesh, où elle est née et a grandi, et lui raconte son passé. Bunny, Chacko et Ludo localisent une base de Citadel à Bombay et suivent la trace de Honey. Ils découvrent que Zooni Shatsang, directrice de Citadel India, collabore avec Baba et l'a même aidé à s'évader en 1999, car il était le meilleur ami et ancien collègue de son mari, Rinzy. Honey transmet cette information à Shaan, un collègue de Zooni, qui l'arrête. Pendant ce temps, Bunny détruit l'Armada devant Baba, le menaçant de ne pas s'en prendre à sa famille.
Honey et Bunny se regroupent au palais, mais KD et son équipe les attaquent, ignorant l'ordre de Baba de ne pas les toucher ; l'assaut continue. Le palais est détruit, mais Honey, Bunny et Nadia parviennent à s'échapper de justesse. De nouveaux agents arrivent pour capturer Bunny et Honey, mais Bunny est prêt à se battre.

## Distribution

### Acteurs principaux
- Varun Dhawan (VF : Alexandre Bierry ; VQ : Gabriel Lessard) : Rahi « Bunny » Gambhir
- Samantha Ruth Prabhu (VF : Pascale Mompez ; VQ : Geneviève Bastien) : Hanimandakini « Honey » Raj
- Kashvi Majmundar (VF : Loïse Charpentier ; VQ : Raphaëlle Desjardins-Arvisais) : Nadia
- Kay Kay Menon (VF : Cédric Dumond ; VQ : Stéphane Brulotte) : Guru alias « Vishwa »
- Sikandar Kher (en) : Shaan
- Saqib Saleem (en) (VF : Vincent Ronsse ; VQ : Éric Bruneau) : Kedar « KD »
- Simran Bagga (en) : Zooni Shatsang alias « Eagle », directrice de Citadel India et ancienne amie de Guru
- Soham Majumdar (VF : Augustin Bonhomme ; VQ : Marc-André Brunet) : Ludo
- Shivankit Singh Parihar (VF : Mario Bastelica ; VQ : Frédéric Millaire-Zouvi) : Chacko

### Acteurs récurrents
- Thalaivaasal Vijay (en) (VQ : Benoît Brière) : Dr Raghu Rao
- Parmeet Sethi : David D'Souza
- Bhuvan Arora (en) : l'ami acteur de Honey
- Shashank Vyas (en) (VF : Jérémy Prévost) : Vivek
- Mohit R. Thakur : Jagan, ami de Rahi, Chacko et Ludo
- Armaan Khera : Nakul
- Vikrant Koul : agent Vinod
- Ajith Koshy : Seshadri Raj, frère de Narasimharaja et oncle de Honey
- Yash Puri : Pratapa Rudra Raj, demi-frère de Honey
- Izudin Bajrovic : Dr. Pavel, ami et collègue du Dr Raghu
- Raimundo Querido : Jaby
- Michael Teh : M. Jiming
- Mukhtar Khan : Raja Narasimharaja Pratap, père de Honey et Pratap

 Source et légende : version française (VF) sur RS Doublage

## Épisodes
| Saison | Saison | Nombre d'épisodes | Diffusion originale sur Amazon Prime Video | Diffusion originale sur Amazon Prime Video |
| Saison | Saison | Nombre d'épisodes | Début de saison                            | Fin de saison                              |
| ------ | ------ | ----------------- | ------------------------------------------ | ------------------------------------------ |
|        | 1      | 6                 | 6 novembre 2024                            | 15 décembre 2024                           |

### Saison 1 (2024)
1. Danser et combattre (Dancing and Fighting)
2. Talwar (Talwar)
3. Jeux d'espions (Spy Game)
4. Maison (Home)
5. Traître (Traitor)
6. Jouer (Play)

## Tableau des saisons
|  | 1 | 6 | 6 novembre 2024 | 15 décembre 2024 |

## Production

### Développement
En décembre 2022, les frères Anthony et Joe Russo ont annoncé le spin-off indien de Citadel.

### Distribution
Varun Dhawan et Samantha Ruth Prabhu tiennent les rôles principaux de Bunny et Honey.

### Tournage
Le tournage a débuté en janvier 2023. La série a été filmée en Serbie et en Inde. Le tournage s'est terminé le 13 juillet 2023.

## Musique
La musique de la série est composée par Sachin-Jigar, qui a travaillé sur diverses compositions de films indiens, et par d'autres artistes tels que When Chai Met Toast, Outfly, et Aman Pant. Ce projet a été enregistré entre 2023 et 2024.
Toute la musique est composée par Sachin-Jigar, Fiddlecraft, When Chai Met Toast, Outfly, Aman Pant, Alex Belcher.
| Citadel: Honey Bunny – Original Motion Picture Soundtrack | Citadel: Honey Bunny – Original Motion Picture Soundtrack | Citadel: Honey Bunny – Original Motion Picture Soundtrack | Citadel: Honey Bunny – Original Motion Picture Soundtrack | Citadel: Honey Bunny – Original Motion Picture Soundtrack | Citadel: Honey Bunny – Original Motion Picture Soundtrack | Citadel: Honey Bunny – Original Motion Picture Soundtrack | Citadel: Honey Bunny – Original Motion Picture Soundtrack | Citadel: Honey Bunny – Original Motion Picture Soundtrack | Citadel: Honey Bunny – Original Motion Picture Soundtrack |
| No                                                        | Titre                                                     | Durée                                                     |                                                           |                                                           |                                                           |                                                           |                                                           |                                                           |                                                           |
| --------------------------------------------------------- | --------------------------------------------------------- | --------------------------------------------------------- | --------------------------------------------------------- | --------------------------------------------------------- | --------------------------------------------------------- | --------------------------------------------------------- | --------------------------------------------------------- | --------------------------------------------------------- | --------------------------------------------------------- |
| 1.                                                        | Honey Bunny                                               | 3:12                                                      |                                                           |                                                           |                                                           |                                                           |                                                           |                                                           |                                                           |
| 2.                                                        | First Sight                                               | 3:50                                                      |                                                           |                                                           |                                                           |                                                           |                                                           |                                                           |                                                           |
| 3.                                                        | Chase Begins                                              | 4:01                                                      |                                                           |                                                           |                                                           |                                                           |                                                           |                                                           |                                                           |
| 4.                                                        | Secret Mission                                            | 2:45                                                      |                                                           |                                                           |                                                           |                                                           |                                                           |                                                           |                                                           |
| 5.                                                        | Across the City                                           | 3:27                                                      |                                                           |                                                           |                                                           |                                                           |                                                           |                                                           |                                                           |
| 6.                                                        | Reunion                                                   | 2:56                                                      |                                                           |                                                           |                                                           |                                                           |                                                           |                                                           |                                                           |
| 7.                                                        | The Escape                                                | 3:03                                                      |                                                           |                                                           |                                                           |                                                           |                                                           |                                                           |                                                           |
| 8.                                                        | Last Stand                                                | 4:01                                                      |                                                           |                                                           |                                                           |                                                           |                                                           |                                                           |                                                           |
| 9.                                                        | Victory                                                   | 2:47                                                      |                                                           |                                                           |                                                           |                                                           |                                                           |                                                           |                                                           |
| 10.                                                       | The Final Countdown                                       | 4:06                                                      |                                                           |                                                           |                                                           |                                                           |                                                           |                                                           |                                                           |
| 0:29:51                                                   |                                                           |                                                           |                                                           |                                                           |                                                           |                                                           |                                                           |                                                           |                                                           |

## Réception
La série a reçu des critiques mitigées, obtenant une note de 6,6 sur IMDb et un score de 77 % sur Rotten Tomatoes. Saibal Chatterjee de NDTV lui a attribué 2 étoiles sur 5, en déclarant : « La série ne s'effondre pas complètement, mais elle ne parvient pas non plus à nous tenir en haleine lors des scènes d'action. »